# Ptilodegeeria leucophaea
Ptilodegeeria leucophaea là một loài ruồi trong họ Tachinidae.